# Platensina nigrifacies
Platensina nigrifacies es una especie de insecto del género Platensina de la familia Tephritidae del orden Diptera.

## Historia
Wang la describió científicamente por primera vez en el año 1996.